# Natalie Dormer

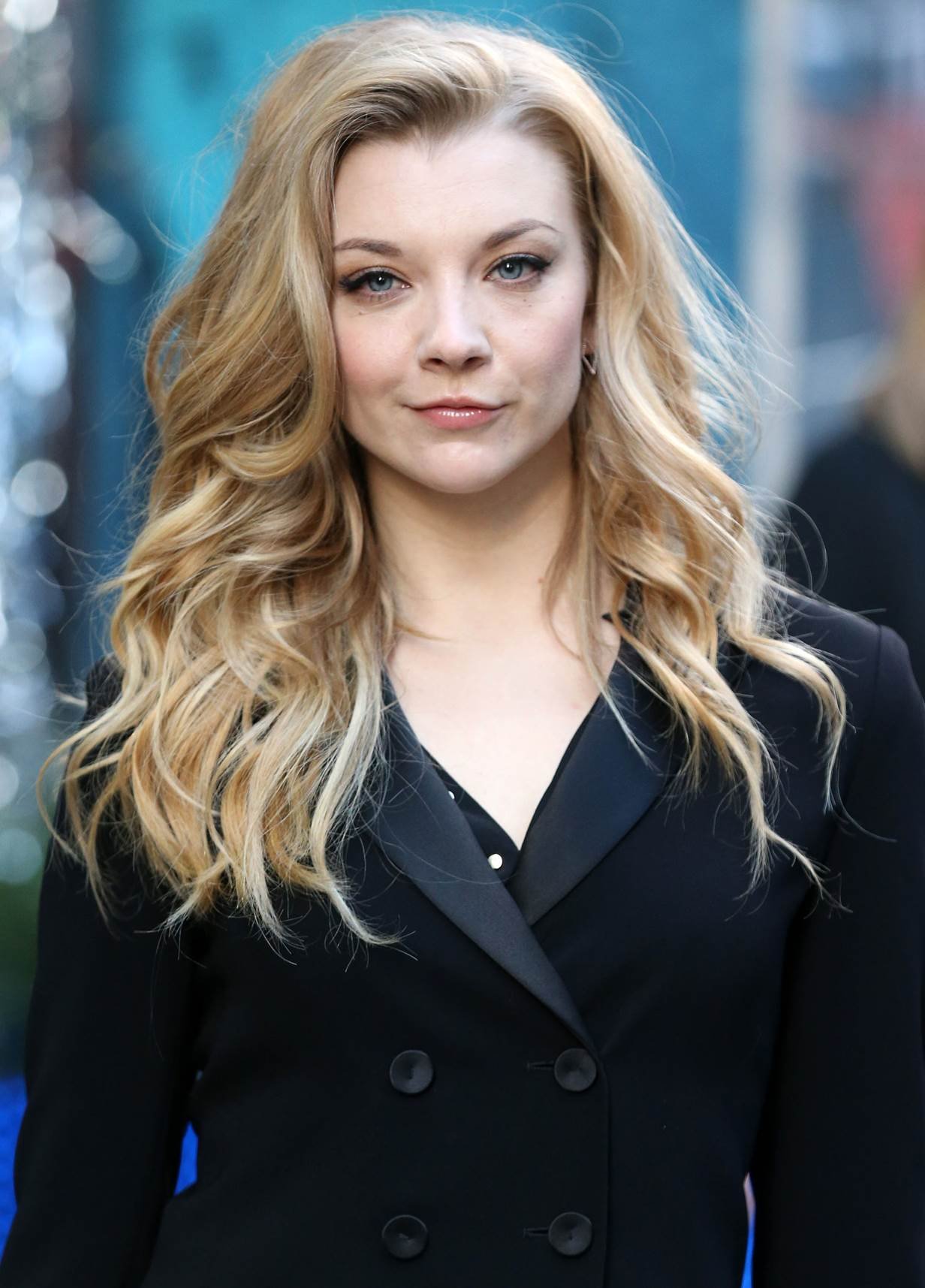
Natalie Dormer (2014)

Natalie Dormer (* 11. Februar 1982 in Reading, Berkshire) ist eine britische Schauspielerin.

## Leben

### Karriere
Natalie Dormer absolvierte ihre Schauspielausbildung an der renommierten Londoner Webber Douglas Academy of Dramatic Art, an der unter anderem Rupert Friend, Minnie Driver, Matthew Goode und Hugh Bonneville als Darsteller unterrichtet worden waren. 
Ihr Filmdebüt gab Dormer 2005 in Casanova als Victoria an der Seite von Heath Ledger, Jeremy Irons und Sienna Miller. Ihre Rolle war am Anfang nur als kleine Nebenrolle gedacht, doch sie beeindruckte den Regisseur Lasse Hallström so sehr, dass er ihre Rolle erweiterte und mehr komische Teile einbrachte, als er erkannt hatte, wie gut sie mit Humor umgehen konnte. In der Fernsehserie Die Tudors übernahm sie neben Jonathan Rhys Meyers von 2007 bis 2008 in 20 Folgen die Rolle der Anne Boleyn. Erneut erscheint sie in der letzten Folge der vierten Staffel der Serie als der Geist von Anne Boleyn. Nach der zweiten Staffel der Tudors arbeitete sie oft als Model und war in zahlreichen Shows zu sehen. Von 2012 bis 2016 spielte sie in der HBO-Serie Game of Thrones die Rolle der Margaery Tyrell. In den Jahren 2014 und 2015 übernahm sie in der zweiteiligen Kinoverfilmung des dritten Teils der Tribute-von-Panem-Trilogie die Rolle der Cressida.

### Privates
Natalie Dormer war von 2007 bis 2018 mit Anthony Byrne liiert, den sie bei den Dreharbeiten zu Die Tudors kennengelernt hatte.
Den London-Marathon 2016 lief sie in 3:51 Stunden. 
Seit 2018 ist sie mit David Oakes liiert. Im Januar 2021 wurde ihre gemeinsame Tochter geboren.

## Filmografie (Auswahl)

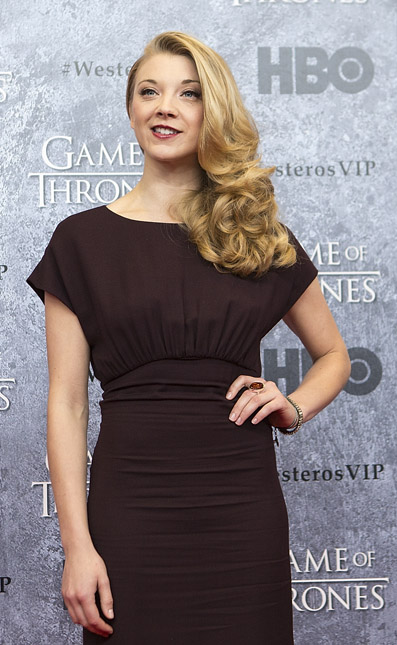
Dormer bei der Premiere der 3. Staffel von Game of Thrones (2013)

- 2005: Distant Shores (Fernsehserie, Folge 1x01)
- 2005: Casanova
- 2006: Rebus (Fernsehserie, Folge 2x01)
- 2007: Flawless
- 2007–2010: Die Tudors (The Tudors, Fernsehserie, 21 Folgen)
- 2010: Agatha Christie’s Marple (Fernsehserie, Folge Why Didn’t They Ask Evans?)
- 2010: City of Life
- 2011: Silk – Roben aus Seide (Silk, Fernsehserie, 6 Folgen)
- 2011: Captain America: The First Avenger
- 2011: The Fades (Fernsehserie, 6 Folgen)
- 2011: W.E.
- 2012–2016: Game of Thrones (Fernsehserie, 26 Folgen)
- 2013: Rush – Alles für den Sieg (Rush)
- 2013: The Counselor
- 2013: A Long Way From Home
- 2013–2014: Elementary (Fernsehserie, 6 Folgen)
- 2014: The Riot Club
- 2014: Die Tribute von Panem – Mockingjay Teil 1 (The Hunger Games: Mockingjay – Part 1)
- 2015: The Scandalous Lady W
- 2015: Die Tribute von Panem – Mockingjay Teil 2 (The Hunger Games: Mockingjay – Part 2)
- 2016: The Forest
- 2018: In Darkness
- 2018: Picnic at Hanging Rock (Fernsehserie, 6 Folgen)
- 2018: Patient Zero
- 2019: Pets United (Stimme von Belle)
- 2019: The Professor and the Madman
- 2019: Der dunkle Kristall: Ära des Widerstands (The Dark Crystal: Age of Resistance, Fernsehserie, 3 Folgen, Stimme)
- 2020: Penny Dreadful: City of Angels (Fernsehserie, 10 Folgen)
- 2024: White Lies (Fernsehserie, 8 Folgen)
- 2024: Inside No. 9 (Fernsehserie, Folge The Curse of the Ninth)
- 2024: The Wasp
- 2024: Audrey’s Children

## Theater
- 2003: The Comedy of Errors
- 2010: 45
- 2010: Sweet Nothings
- 2012: After Miss Julie
- 2017: Venus in Fur

## Auszeichnungen
Gemini Award
- 2008: Nominiert in der Kategorie Best Performance by an Actress in a Continuing Leading Dramatic Role für ihre Rolle in Die Tudors
- 2009: Nominiert in der Kategorie Best Performance by an Actress in a Continuing Leading Dramatic Role für ihre Rolle in Die Tudors

Goldene Nymphe
- 2008: Nominiert in der Kategorie Outstanding Actress – Drama Series für ihre Rolle in Die Tudors

Screen Actors Guild Award
- 2014: Nominiert in der Kategorie Bestes Schauspielensemble in einer Dramaserie für ihre Rolle in Game of Thrones
- 2015: Nominiert in der Kategorie Bestes Schauspielensemble in einer Dramaserie für ihre Rolle in Game of Thrones